# Щедрик капський
Ще́дрик капський (Crithagra totta) — вид горобцеподібних птахів родини в'юркових (Fringillidae). Ендемік Південно-Африканської Республіки.

## Опис
Довжина птаха становить 12-13 см, вага 10-20,3 г. Спина, покривні пера крил і надхвістя світло-коричневі, нижня частина тіла переважно жовта. Голова, потилиця і бічні сторони шиї жовтувато-сірі або оливкові, голова і горло поцятковані бурими смужками. На крилах і хвості білі плямки. У самиць нижня частина тіла менш жовта, груди і живіт буруваті. Дзьоб тілесного кольору, зверху біля основи чорнуватий, лапи тілесного кольору, очі карі.

## Поширення і екологія
Капські щедрики мешкають на заході і півдні Західнокапської провінції та на південному заході Східнокапської провінції. Вони живуть в чагарникових заростях фінбошу, серед скель, на плантаціях. Зустрічаються парами або невеликими зграйками. Живляться переважно насінням, а також плодами і комахами. Сезон розмноження триває з серпня по грудень. Гніздо невелике, чашоподібне, розміщується в тріщиних серед скель або в чагарниках. В кладці від 3 до 5 яєць. Інкубаційний період триває 16 днів, пташенята покидають гніздо через 19 днів після вилуплення, однак батьки продовжують піклуватися про них ще 2-3 тижні.